# Гравець (фільм, 2004)
Гравець (італ. Il cartaio) — італійський фільм жахів режисера Даріо Ардженто. Прем'єра фільму відбулася 2 січня 2004 року в Італії.

## Сюжет
Жінка-поліцейський Анна і детектив-ірландець Джон розслідують серію жорстоких вбивств, жертвами якими є молоді дівчата. Маніяк, який орудує гострою бритвою, комп'ютером і вебкамерою в режимі онлайн, пропонує поліції зіграти в покер. Переможець отримує приз — здобуту маньяком жертву.
Анна мучається від спогадів про свого батька, який раптово помер. За життя він був азартним гравцем в покер, і навіть написав книгу на цю тему. Водночас, Джон шукає щастя після втрати родини у чарці.
Через ці причини Анна і Джон не можуть грати, а їх колеги раз за разом програють, через що поповняють колекцію трупів маніяка в морзі.

## В ролях
- Ліам Каннінгем
- Стефанія Рокка
- Сильвіо Муччино
- Міа Бенедетта
- Фйоре Ардженто

## Трансляція фільму на українському ТБ
У 2017 році телеканал «Гумор ТБ» отримав попередження від Національної ради України з питань телебачення та радіомовлення за трансляцію фільму 7 січня у слоті 20:00—21:30 (час мовлення «Бабай ТБ») замість прописаного у прокатному посвідченні показу після 22:00. Представниця мовника заявила, що канал помилився вперше, і що фільм транслювався з поміткою «18+» у червоному колі. За це порушення регулятор призначив перевірку мовнику.